# Grobnice bugandskih kraljev v Kasubiju
Grobnice bugandskih kraljev v Kasubiju v Kampali v [Uganda|Ugandi]] so pokopališča za štiri kabake (kralje Bugande) in druge člane kraljeve družine Baganda. Mesto ostaja pomembno duhovno in politično središče za ljudstvo Ganda, pa tudi pomemben primer tradicionalne arhitekture. Decembra 2001 so bile vpisane na seznam Unescova svetovna dediščina, kot »ena najimenitnejših zgradb, ki uporabljajo izključno rastlinske materiale v celotni regiji podsaharske Afrike«.
Nekaj večjih tamkajšnjih zgradb je marca 2010 skoraj popolnoma uničil požar, katerega vzrok še preiskujejo. Zaradi tega je bilo julija 2010 uvrščeno na seznam ogroženih območij svetovne dediščine.
Kraljevina Buganda je obljubila, da bo obnovila grobnice svojih kraljev, predsednik Museveni pa je dejal, da bo nacionalna vlada Ugande pomagala pri obnovi mesta. Obnova se je začela leta 2014, financirala pa jo je japonska vlada.

## Grobnice
Območje svetovne dediščine obsega približno 26 hektarjev na hribu Kasubi v mestu Kampala, približno 5 kilometrov severozahodno od središča mesta. Večino območja predstavljajo odprta kmetijska zemljišča, ki se obdelujejo po tradicionalnih tehnikah. V enem kotu je kraljeva palača, ki jo je leta 1882 zgradil Muteesa I., 35. Kabaka Bugandski, da bi nadomestil palačo, ki jo je leta 1820 zgradil njegov oče Ssuuna II. Nova palača je po njegovi smrti leta 1884 postala kraljevo grobišče. Ena od 31 kraljevih grobnic v kraljestvu Buganda od ustanovitve kraljestva v 13. stoletja. Tradicionalno je bilo truplo pokojnega kralja pokopano na enem mestu, z ločenim svetiščem za čeljust pokojnega kralja, za katero se verjame, da vsebuje njegovo dušo. Nenavadno, v prelomu s tradicijo, mesto v Kampali vsebuje kraljeve grobnice štirih Kabakov Bugandskih:
- Muteesa I. (1835–1884)
- Mwanga II. (1867–1903) (umrl v izgnanstvu na Sejšelih in posmrtni ostanki vrnjeni leta 1910)
- Daudi Chwa II. (1896–1939)
- Sir Edward Muteesa II. (1924–1969) (umrl v izgnanstvu v Londonu, posmrtni ostanki pa so bili vrnjeni leta 1971).

Potomci teh štirih Kabakov so pokopani drugje na mestu.
Meja obrednega kraja je bila vzpostavljena leta 1882 na hribu Kasubi, znanem tudi kot Ssekabakove grobnice. Meje so še vedno označene z lubjem omutuba (Ficus natalensis), ki jih ščitilo pred nizkimi stanovanjskimi pozidavami, ki zdaj obkrožajo območje z vseh strani. Glavni obredni prostor je severozahodno od širše lokacije. Vratnica (Bujjabukula) vodi do majhnega dvorišča in hiše bobnov (Ndoga-Obukaba), v kateri so kraljevi bobni, nato pa do drugega glavnega krožnega dvorišča (Olugya), ki je na vrhu hriba in je obdano z ograjo iz trstike.
Glavna osrednja stavba (Muzibu Azaala Mpanga), približno 31 metrov v obsegu in 7,5 metra visoka, stoji ob meji dvorišča, na robu nasproti vhoda. Prvotno je bila zgrajena iz lesenih drogov, trstičnega šibja in lepila, na vrhu pa je bila debela slamnata kupola, s slamo, ki je ležala na 52 obročih palmovih listov (ki predstavljajo 52 tradicionalnih klanov ljudstva Baganda). Sodobne gradbene materiale je v zadnji večji prenovi leta 1938 uvedel Kabaka Mutesa II. Bugandski, vključno z jekleno konstrukcijo, betonskimi stebri in opeko, v veliki meri skritimi za tradicionalnimi materiali. Nizek širok lok vodi do svetih prostorov znotraj, ločenih s pregradami iz trstike, z okraski iz blaga iz lubja in spominki na kabake. Grobnice so v svetem gozdu (Kibira), ki je pred očmi javnosti skrit z zaveso iz lubja. Tla so prekrita z limonsko travo in preprogami iz palmovih listov.
Dvorišče omejuje tudi več stavb tradicionalne gradnje, med njimi več »ženskih hiš« za vdove pokojnih kabakov, ki skrbijo za družinske grobove. Njihove hiše so tradicionalno zgrajene iz pletenine s slamnatimi strehami, čeprav so bile sčasoma nekatere ponovno zgrajene z opeko in dodanimi kovinskimi strehami ter grobnicami za kraljeve sorodnike. Je tudi dom članov kraljeve družine in kraljevih uradnikov, vključno z Nalinyo (duhovni varuh), njegovim namestnikom Lubugo (odgovornim za usklajevanje kmetovanja na mestu) in njegovim upravnim pomočnikom Katikkiro. Je tudi središče tradicionalne izdelave in okraševanja blaga iz lubja klana Ngo in tradicionalnih tehnik kritja s slamo klana Ngeye.
Stavbo je vzdrževalo in upravljalo kraljestvo Buganda, največje od štirih starodavnih kraljestev Ugande, dokler ga leta 1966 ni ukinil predsednik vlade (takrat predsednik) Milton Obote in ponovno, ko ga je leta 1993 ponovno postavil predsednik Yoweri Museveni. je leta 1972 postalo zaščiteno območje po ugandski zakonodaji, zemljišče pa je registrirano na ime Kabaka v imenu kraljestva.
To mesto ostaja pomembno duhovno in politično mesto za ljudstvo Baganda. Leta 2001 so bile Kasubi grobnice vpisane na Unescov seznam svetovne dediščine.

## Uničenje
16. marca 2010, okoli 20.30 po lokalnem času, je Kasubijeve grobnice uničil požar. Vzrok požara še ni znan. Kraljevina Buganda je obljubila, da bo izvedla neodvisno preiskavo požara skupaj z nacionalno policijo.
John Bosco Walusimbi, predsednik vlade kraljestva Buganda, je 17. marca izjavil:
Kraljestvo je v žalovanju. Ni besed, ki bi opisale izgubo, ki jo je povzročilo to najbolj brezčutno dejanje.— The Guardian
Po besedah Walusimbija so ostanki kabak nedotaknjeni, saj je bilo notranje svetišče grobnic zaščiteno pred popolnim uničenjem.
17. marca 2010 sta Njegovo veličanstvo Kabaka Bugandski, Ronald Muwenda Mutebi II., in predsednik Ugande, Yoweri Museveni, obiskala mesto grobnic. Na stotine ljudi je tudi odpotovalo na kraj, da bi pomagali rešiti morebitne ostanke.
Med predsednikovim obiskom so izbruhnili neredi. Varnostne sile so ustrelile dva (nekatera poročila trdijo, da tri) izgrednika, pet pa naj bi jih bilo ranjenih. Ugandski vojaki in policija so se z izgredniki spopadli tudi v glavnem mestu Kampala. Sile so uporabile solzivec, da so razgnale izgrednike etnične skupine Baganda.
Uničenje se je zgodilo sredi neprijetnih odnosov med vlado Ugande in kraljestvom Buganda, zlasti v luči nemirov septembra 2009. Pred temi nemiri so kralju Bugande Ronaldu Mutebiju Mwendi preprečili turnejo po delih njegovega kraljestva, več novinarjev, ki naj bi bili naklonjeni kraljestvu in izgrednikom, pa je bilo aretiranih in čakajo na sojenje.

## Posledice požara
Administracija kraljevine Buganda je obljubila (tofaali), da bo obnovila grobnice, predsednik Museveni pa je dejal, da bo nacionalna vlada pomagala pri obnovi.
Ustanovljena je bila komisija, ki naj bi ugotovila vzrok požara in smrt civilistov. Ta komisija je poročilo predala ugandski vladi marca 2011, vendar do aprila 2012 ni bilo objavljeno javnosti. Decembra 2012 je bil s pomočjo tuje pomoči uveden načrt za obnovo grobnic Kasubi. Vlada Bugande je zdaj poudarila varnostne ukrepe med obnovo, ki bodo omejili vstop v grobnice.
Kot odgovor na incident je bila prek Unescovega japonskega skrbniškega sklada za ohranjanje svetovne kulturne dediščine poslana misija, da bi ustvarila preventivno shemo za obnovo grobnic. Na podlagi rezultatov misije se je japonska vlada odločila zagotoviti sodelovanje s projektnim skladom za obnovo grobnic, odstranitev s seznama ogrožene svetovne dediščine, vzpostavitev učinkovite sheme za preprečevanje tveganja in napotitev strokovnjakov za restavriranje kulturnih dobrin.